# Direcció General de l'Organització Mundial del Comerç
La Direcció General de l'Organització Mundial del Comerç té la responsabilitat de supervisar i dirigir les funcions administratives de la OMC. Atès que les decisions de l'organització són preses pels estats membres (a través de la Conferència Ministerial o del Consell General), qui assumeix la Direcció General té un poder reduït en matèries de política, per la qual cosa el seu rol és fonamentalment de consergeria i gerencial. El director o directora general és elegit pels membres de l'OMC, i té un mandat de quatre anys renovable.
L'actual directora general és la nigeriana Ngozi Okonjo-Iweala, elegida el 15 de febrer de 2021. Ella succeeix al brasiler Roberto Carvalho d'Azevedo. És la primera dona i la primera persona africana que assumeix aquest lloc.

## Llista
La següent és una llista de les persones que s'han exercit en la direcció general. Si bé el lloc fou creat en 1995, l'anterior lloc de Secretaria Executiva es considera el seu equivalent directe.
| Nº | Imatge          | Direcció-General              | Mandat          | Mandat        | País                 |
| Nº | Imatge          | Direcció-General              | Inici           | Final         | País                 |
| -- | --------------- | ----------------------------- | --------------- | ------------- | -------------------- |
| 1  |                 | Peter Sutherland(1946-2018)   | 1 juliol 1993   | 30 abril 1995 | Irlanda              |
| 2  |                 | Renato Ruggiero(1930-2013)    | 1 maig 1995     | 31 agost 1999 | Itàlia               |
| 3  |                 | Mike Moore(1949-2020)         | 1 setembre 1999 | 31 agost 2002 | Nova Zelanda         |
| 4  |                 | Supachai Panitchpakdi(1946 -) | 1 setembre 2002 | 31 agost 2005 | Tailàndia            |
| 5  |                 | Pascal Lamy(1947 -)           | 1 setembre 2005 | 31 agost 2009 | França               |
| 5  | 1 setembre 2009 | Pascal Lamy(1947 -)           | 31 agost 2013   |               | França               |
| 6  |                 | Roberto Azevedo(1957 -)       | 1 setembre 2013 | 31 agost 2017 | Brasil               |
| 6  | 1 setembre 2017 | Roberto Azevedo(1957 -)       | 31 agost 2020   |               | Brasil               |
| 7  |                 | Ngozi Okonjo-Iweala(1954 -)   | 1 març 2021     | En el càrrec  | Nigèria Estats Units |